# Нефисе Мелек-хатун
Нефисе Мелек-хатун (тур. Nefise Melek Hatun; ум. между 1403 и 1423) — дочь османского султана Мурада I и сестра Баязида I. Нефисе была женой Алаэддина-бея, одного из самых ярких правителей бейлика Караманогуллары, при котором бейлик достиг вершины могущества. Она была матерью двух последующих правителей бейлика, Мехмета-бея и Али-бея. Брак Нефисе и Алаэддина был первым из многих династических союзов двух династий. Благодаря Нефисе, игравшей роль посредника, Алаэддин неоднократно был прощён Мурадом и Баязидом за захват османских территорий. Нефисе построила в Ларинде медресе Хатуние и хамам. Была одной из немногих османских женщин, о которых писали современные ей хроники.

## Биография

### Имя и происхождение
Нефисе родилась, вероятно, не ранее 1335 и не позже 1360 года. Она была дочерью Мурада I, правителя из династии Османов, который первый назывался султаном. Матерью её была одна из жён или наложниц султана, но точно назвать её невозможно.
В источниках упоминаются разные имена этой дочери султана: Нефисе Мелек-хатун, Мелике Султан-хатун, Султан-хатун, Нефисе-хатун, Нефисе-султан, Мелек-султан, Хатун-султан, Девлет-хатун и Михри-али. В брачном договоре, который нашёл Феридун Ахмет-бей, она именуется Нефисе-султан. Медресе, построенное ею называется Хатуние, то есть, в Карамане её звали Хатун. Долгое время было неизвестно, сколько дочерей было у Мурада, две или одна. Также была неясность с определением того, чьей дочерью была Нефисе — Мурада I или Мурада II. Однако сейчас считается, что это имена одной дочери Мурада I. Женщин называли по их мужьям или отцам, по их положению. Султан-хатун означает женщину из семьи султана, Девлет-хатун происходит от слова «девлет» — государство. Мелике-хатун — жена правителя. В надписи на медресе Нефисе названа «Султан Мелик-хатун», то есть дочь султана и жена правителя.

### Предыстория
Во время правления Алаэддина бейлик был существенно увеличен, в 1380 году территория Караманидов включала в себя следующие регионы и города: Гульнар, Анамур, Силифке, Мут, Эрменек, Хадым, Бозкыр, Ларинда (столица), Эрегли, Улукышла, Нигде, Карахисар, Аксарай, Акшехир, Бейшехир, Ылгын и Конью. Алаэддин был уже не просто «правитель Анатолийских гор» (Сахиб джибал аль-Рум), как ранее летописцы мамлюков называли караманидов. Его называли уже «Султан» и «Абу-ль-Фат» (араб. أبو الفتح‎ — отец победы).
Отношения с османами у караманидов были сложными, поскольку оба бейлика претендовали на одни и те же близлежащие территории. Обе семьи пытались достичь хотя бы временного согласия путём династических союзов друг с другом. Первым из таких союзов стал брак Алаэддина и дочери Мурада, Нефисе. Источники называют различные даты. В сборнике документов османской канцелярии «Муншаат ас-Салатин» (Письма султанов), составленном Нишанджы Феридуном Ахмед-беем в XVI веке, как время свадьбы указывается 1386 год. Исследования надписи на медресе Хатуние, возведённом Нефисе, даёт основания полагать, что брак был совершён не позже 1381/82 года. Неизвестно, с чьей стороны была инициатива. Известно, что в 1381 году был заключён и брак Баязида, сына Мурада и будущего султана, с Девлет-султан, дочерью Гермияноглу Сулеймана-шаха. Современные историки относят брак Нефисе и Алаэддина к более раннему времени — между 1360—1370 годами, поскольку рождение старшего сына Нефисе относится к 1370 году.
Шикари в «Караман-наме» пишет, что брак был предложен Мурадом через брата Алаэддина, Давуда, который приехал в Бурсу как посол от Алаэддина.
У меня есть любимая дочь. Я предлагаю выдать её замуж за  Алаэддина-бея. Когда ты вернёшься, передай ему мое желание как подобает, и пусть он примет её благосклонно, как свою жену».
Согласно Шикари, в 1377 году Али-бей, дядя жениха, приехал как его представитель в Бурсу для переговоров о браке. Была назначена дата бракосочетания. Было обговорено приданое невесты и подарки ей от жениха.
Благодаря этому браку Алаэддин несколько раз получал прощение от Мурада и Баязида.

### Свадьба
Шикари писал, что Мурад-бей предложил руку Нефисе Алаэддину-бею, чтобы «возвыситься над положением простого простого кочевника, породнившись с великой семьёй Караманидов». Однако надписи на зданиях в Карамане, величающие Мурада султаном, а Алаэддина эмиром, говорят о том, что на момент заключения брака Мурад был выше по положению, чем Алаэддин. Среди подарков от отца невесты к жениху было 18 рулонов египетской ткани, 9 ковров, 7 чистокровных лошадей и 9 стад верблюдов.
Описание свадьбы находится во многих хрониках, о её важности говорит тот факт, что о ней заранее было объявлено в мечети во время пятничной молитвы. Представителем невесты был назначен военный судья (впоследствии эта должность называлась кадиаскер) Чандарлизаде Мевляна Халил. В тексте объявления, сохранённого хрониками, Нефисе называется «добродетельной, главой женщин, несравненной принцессой». Халил Эдем Бей оценивает дату этого объявления 1378 годом.
На церемонии бракосочетания, которая состоялась в Бурсе не позднее 1381 года, Чандарлизаде Мевляна Халил был свидетелем со стороны Нефисе-хатун, а Мевляна Муслихиддин со стороны Алаэддина.
Муншаат ус-салатин Феридун-бея содержит письмо с перечислением подарков султана: сто тысяч монет или золотых лир, сто лошадей, десять рулонов шёлка, расшитый золотой нитью французский бархат для двадцати платьев, пять рулонов Дамаскской ткани, двадцать рулонов смешанной ткани (из шелковой нити, сплетенной с хлопчатобумажной), десять рулонов турецкого бархата, девять килограммов золотых украшений, в общей сложности четыреста тринадцать граммов алмазов, рубины и другие драгоценные камни, десять стад верблюдов. Алаэддин в свою очередь обещал, заверив печатью, что в случае развода он отдаст жене Акшехир, Аксарай и все деревни в окрестности этих городов.
Хроники сохранили в описании свадьбы рассказ о нападении на кортеж невесты. Монголы окружили караван в Сиврихисаре, но охранники Алаэддина разгромили монголов ещё до того, как успели прибыть на помощь 40000 конников из Карамана. На свадебных торжествах в Карамане присутствовали эмиры Сарухана, Айдына, Ментеше и Эшрефоглу.

### Посредник
В следующий раз Нефисе была упомянута хрониками в связи с событиями 1385/86 года, когда она в первый раз играла роль посредника между мужем и отцом. Алаэддин неоднократно вступал в конфликты сначала с Мурадом, а после его смерти с Баязидом, захватывая земли и города, которые османы считали своими. Благодаря заступничеству Нефисе, каждый раз Алаэддину удавалось получить прощение.
В первый раз Нефисе была просителем за мужа в 1386 (1385 )году. Согласно османским хроникам, Мурад был вынужден отвлечься от военных действий на европейской территории и вернуться с армией в Анатолию. Причиной были территориальные претензии Алаэддина, который захватил Кара-Агак, Ялвадж и Бейшехир, воспользовавшись занятостью Мурада в Румелии. Алаэддин-бей, поняв, что его сил недостаточно, отправил к тестю посла, но султан даже не принял его. Мурад осадил Алаэддина в Конье, и после 13 дней осады караманский бей послал к султану Нефисе, которая просьбами и слезами склонила отца к мирному исходу. Согласно Нешри и последующим историкам, Нефисе просила «простить вину мужа только один раз, не разрушать её семью, не делать её вдовой, а её детей сиротами». Из этого следует, что в 1386 году у Нефисе и Алаэддина уже были дети. Мурад простил зятя и передал через дочь, что Алаэддин должен явиться пред султаном и поцеловать руку в знак подчинения. Также Алаэддину надлежало отказаться от Бейшехира. Историк Н. Сакаоглу в рассказах об этом посредничестве приводит историю о голубке. В одном из рассказов, Нефисе, перед уходом от отца, положила руку на сердце и поклялась в верности «пока жизнь теплится в этом теле». Выйдя из шатра, она приоткрыла накидку, и из под полы выпустила голубя. Нефисе произнесла: «Я освобождаю себя от принесенной клятвы и отпускаю свои слова, как эту голубку». В другом случае Н. Сакаоглу описывает, что на голубке клялся Алаэддин. Однако османский историк Нешри рассказывает о голубке в связи с пленением сына Нефисе, Мехмеда.
После смерти Мурада в 1390/91 году произошло ещё одно военное столкновение Алаэддина с османами, на этот раз с Баязидом. Опять Алаэддину после поражения удалось решить вопрос миром. И опять посредником и просителем за него была Нефисе.

### Казнь мужа
Несмотря на поражения, Алаэддин не мог смириться и не успокоился. Во время битвы при Никополе он атаковал Анкару и посадил в тюрьму Сари Темирташ-пашу, вали города. В битве при Никополе в плен к Баязиду попал Иоганн Шильтбергер, который служил непосредственно Баязиду, будучи в свите султана. Он оставил описание последующих событий. По его словам, Баязид выступил против непокорного родственника со 150 тысячным войском, в то время, как у Алаэддина было 70 тысяч. Узнав о приближении Баязида, Алаэддин освободил Тимурташа-пашу и отправил его послом с дарами и мирными предложениями к султану. Однако Баязид отказался говорить о мире. Армии встретились недалеко от Коньи и вступили в бой. Несмотря на численный перевес, Баязид в двухдневной битве не смог одолеть караманида, однако, будучи почти окружён, Алаэддин укрылся в цитадели города. После 11 дней осады султан договорился с жителями города, что они откроют ворота в обмен на сохранение жизни и имущества. Население города выдало своего правителя, и Алаэддин был убит. Иоганн Шильтбергер так описывал смерть Алаэддина-бея:
На вопрос сего последнего, почему он не хотел его признать своим верховным владетелем, он отвечал, что считал себя равным ему государем и тем так разгневал султана, что он вскричал три раза , не освободят ли меня от Карамана. Наконец кто-то [Сары Тимурташ-паша] явился, отвел Карамана и, умертвивши его, снова явился пред Баязитом, который его спросил, что он сделал с Караманом. Узнав жалкую его участь, он заплакал и приказал казнить убийцу на том самом месте, где он умертвил Карамана, в наказание за то, что он так спешил убиением столь знатной особы и не подождал, пока не прошел гнев своего государя. Затем велел положить голову Карамана на острие копья и носить по всему краю, дабы другие города, увидя, что владетель их уже не был в живых, скорее сдавались.
Согласно описанию Шильтбергера, это произошло в 1397/98 году, однако Крамерс указывает 1391 год (после битвы при Аксарае). Известный востоковед Юрий Петросян принял версию, что Алаэддин был казнён по приказу Баязида.

### После казни мужа
После казни Алаэддина и сдачи Коньи Баязид направился к Ларинде, в которой находились сыновья Алаэддина и их мать — вдова Алаэддина и сестра Баязида. Сыновья Алаэддина, будучи уже подростками (им было не менее 11 лет), были оскорблены и рассержены казнью отца и видом его головы на пике. С юношеской горячностью они хотели защищать город и не хотели сдаваться. Жители города сочувствовали мальчикам и поддержали их. Однако после нескольких дней осады Нефисе испугалась, что её сыновей тоже казнят, как и их отца. Она сказала жителям, что не видит возможности отстоять город и не хочет, чтобы люди пострадали из-за их семьи. Ввиду невозможности сопротивляться, вдова Алаэддина вышла из города к своему брату, ведя сыновей. Баязид «видя сестру с сыновьями, вышел из своей палатки им на встречу; они тогда бросились к его стопам, целовали ему ноги, прося пощады, и передали ему ключи замка и города. Король тогда велел стоявшим возле него сановникам поднять их, овладел городом и поставил туда начальником одного из своих приближенных. Сестру же с её сыновьями он отправил в столичный свой город Бруссу». Сначала земли Караманидов Баязид отдал своему сыну Мустафе. Неизвестно, как Мехмет-бей и Али-бей, сыновья Алаэддина и Нефисе, жили в Бурсе. Согласно «Дустурнаме» Энвери они содержались отдельно от матери. Есть сведения, что Мехмет и Али, жили в Бурсе в почетном плену, однако вскоре Баязид отдал Мехмету завоеванные земли Караманидов. Ичель был отдан шейху Хасану, сыну Сулеймана-бея, скрывавшемуся в Эретне.
С 1403 по 1424 год сыновья Нефисе правили в Карамане. Считается, что Нефисе скончалась в Ларинде во время правления Мехмеда между 1403 и 1423 годами. В 1381 году ею было построено в Ларинде медресе Хатуние, рядом с которым она и похоронена в тюрбе. Дата захоронения неизвестна.

## Значение
Построенное Нефисе медресе Хатуние сохранилось и принадлежит музею Карамана. Помимо медресе Нефисе возвела хамам. Ею были основаны два фонда (вакуфа) при медресе и при мавзолее (тур. Vakf-ı medrese-i Melek Hatun bint Sultan Murad , тур. Vakf-ı türbe-i Hatun ve medrese-i mezkure benam Hatuniyye), которые получали доход от хамама.
Нефисе была одной из первых османских женщин, упомянутых в современных ей хрониках (Шильтбергер). Обилие упоминаний Нефисе в различных текстах под разными именами дало турецкому историку Узунчаршилы возможность на примере Нефисе изучить и проанализировать османские женские имена. Узунчаршилы показал, что имена женщин в то время часто не упоминались. Даже дочери или жёны султанов часто именовались в документах не личными именами, а назывались сообразно ситуации.
Нефисе сыграла важную роль посредника между мужем и султанами. Благодаря ей Алаэддин-бей был дважды прощён, сначала Мурадом, а потом Баязидом. Историк Н.Сакаоглу назвал Нефисе «хищной птичкой». Османские историки отмечали, что Нефисе отвергла своё османское происхождение и полностью поддерживала мужа. О ней говорили: «Она могла быть мужчиной»